# Felix Wimberger
Felix Wimberger (Vilshofen an der Donau, 28 de febrero de 1990) es un deportista alemán que compite en remo.
Ganó tres medallas en el Campeonato Mundial de Remo entre los años 2014 y 2018, y cinco medallas en el Campeonato Europeo de Remo entre los años 2013 y 2019.

## Palmarés internacional
| Campeonato Mundial | Campeonato Mundial        | Campeonato Mundial | Campeonato Mundial |
| Año                | Lugar                     | Medalla            | Prueba             |
| ------------------ | ------------------------- | ------------------ | ------------------ |
| 2014               | Ámsterdam (Países Bajos)  | Medalla de plata   | Ocho con timonel   |
| 2017               | Sarasota (Estados Unidos) | Medalla de oro     | Ocho con timonel   |
| 2018               | Plovdiv (Bulgaria)        | Medalla de oro     | Ocho con timonel   |
| Campeonato Europeo |                           |                    |                    |
| Año                | Lugar                     | Medalla            | Prueba             |
| 2013               | Sevilla (España)          | Medalla de bronce  | Cuatro sin timonel |
| 2014               | Belgrado (Serbia)         | Medalla de oro     | Ocho con timonel   |
| 2017               | Račice (República Checa)  | Medalla de oro     | Ocho con timonel   |
| 2018               | Glasgow (Reino Unido)     | Medalla de oro     | Ocho con timonel   |
| 2019               | Lucerna (Suiza)           | Medalla de bronce  | Cuatro sin timonel |